# Microgale cowani
Espèce
Répartition géographique
Statut de conservation UICN

 LC  : Préoccupation mineure
Microgale cowani, aussi appelé Musaraigne de Cowan est une espèce de petit mammifère insectivore de la famille des Tenrecidae. Cet animal est endémique de Madagascar.